# 원더우먼 (1975년 드라마)
《원더우먼》(영어: Wonder Woman, 시즌2와 3은 The New Adventures of Wonder Woman)은 DC 코믹스의 슈퍼히어로 캐릭터 원더우먼을 주인공으로 한 미국의 TV 드라마다. 린다 카터가 주인공 원더우먼을 연기하였다. 1975년 ABC 채널에서 첫 시즌을 방영하였고, 이후 조역 출연진을 대거 교체하여 CBS 채널에서 3시즌까지 이어 방영하였다.

## 출연진

### 주연
- 린다 카터 - 원더우먼
- 비어트리스 콜런 - 에타 캔디
- 리처드 이스텀 - 필립 블랭큰십 장군
- 라일 왜거너 - 스티브 트레버
- 데브라 윙거 - 드루실라 / 원더걸

### 조연
- 크리스틴 벨퍼드 - 폰 귄터 남작
- 브래드퍼드 딜먼
- 린다 데이 조지
- 클로리스 리치먼 - 히폴리테